# Остра (лісовий заказник)
О́стра — лісовий заказник місцевого значення в Україні. Розташований у межах Мукачівського району Закарпатської області, на північ від села Карпати. 
Площа 6,8 га. Статус присвоєно згідно з рішенням облради від 18.11.1969 року № 414, ріш.ОВК від 25.07.1972 року № 243 (7,0 га), ріш.ОВК від 23.10.1984 року № 253. Перебуває у віданні ДП «Мукачівське ЛГ» (Чинадіївське лісництво, кв. 9, вид. 10). 
Статус присвоєно з метою збереження частини лісового масиву на східних відногах гірського масиву Синяк. Зростають буково-ясеневими насадження віком до 150 років, а такою дуб скельний, явір, тополя. Висота дубів — 38-40 м, буків — 31-39 м, діаметр — 52-60 см.